# 盖埃诺
盖埃诺（法語：Guéhenno，法語發音：[ɡe.ɛno]）是法国莫尔比昂省的一个市镇，属于蓬蒂维区。

## 地理
盖埃诺（47°53'32"N, 2°38'22"W）面积23.33 平方千米，位于法国布列塔尼大區莫尔比昂省，该省份为法国西北部沿海省份，位于布列塔尼半岛南部，北起阿摩尔滨海省、西接菲尼斯泰尔省，南濒大西洋，东南接大西洋卢瓦尔省，东临伊勒-维莱讷省。
与盖埃诺接壤的市镇（或旧市镇、城区）包括：盖贡、克吕盖勒、比利奥、圣让布雷沃莱、比尼昂、比莱翁。

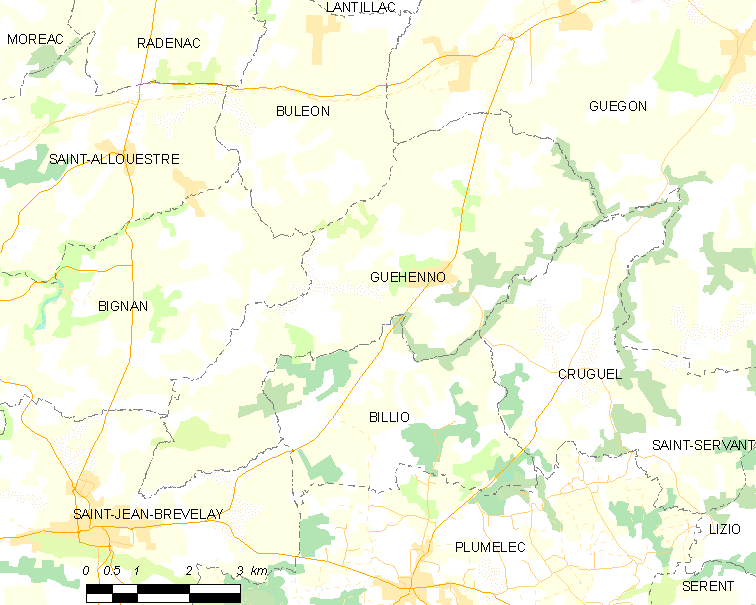
盖埃诺的OSM定位图

盖埃诺的时区为UTC+01:00、UTC+02:00（夏令时）。

## 行政
盖埃诺的邮政编码为56420，INSEE市镇编码为56071。

## 政治
盖埃诺所属的省级选区为莫雷阿克县。

## 人口

1962-2008年间盖埃诺人口变化图示

盖埃诺于2022年1月1日时的人口数量为804人。